# Keely Hodgkinson
Keely Hodgkinson (født 3. marts 2002 i Atherton i Wigan) er en britisk atlet, der konkurrerer i mellemdistanceløb.
Hun tog sølv for Storbritannien på 800 meter ved sommer-OL 2020 i Tokyo.
Ved OL i Paris 2024 vandt Hodgkinson guldmedaljen i kvindernes 800 m-finale med en tid på 1:56,72. Denne sejr gør Hodgkinson til den tredje britiske kvinde til at vinde olympisk 800 m guld, efter Ann Packer i 1964 og Kelly Holmes i 2004.